# Радянсько-албанський розкол
Радя́нсько-алба́нський розко́л — політичний конфлікт у 1955—1961 роках між Союзом Радянських Соціалістичних Республік і Народною Республікою Албанія. Розкол у відносинах намітився після зближення радянського лідера Микити Хрущова з югославським президентом Йосипом Броз Тіто та посилився внаслідок політики десталінізації, що розпочалася після «Таємної промови» Хрущова на XX з'їзді КПРС. Цю політику радянське керівництво поширювало на інші країни Східного блоку, зокрема й на Албанію. Албанські комуністи на чолі з Енвером Ходжою сприйняли дії Хрущова як такі, що суперечили марксистсько-ленінському вченню. Викриття Хрущовим культу особи Йосипа Сталіна було розцінено албанськими лідерами як опортуністичний акт, що, на їхню думку, мав узаконити ревізіонізм у міжнародному комуністичному русі. Повний розрив відносин між країнами в грудні 1961 року став фінальною крапкою радянсько-албанського розколу, що відбувався на тлі появи та поглиблення радянсько-китайських протиріч.

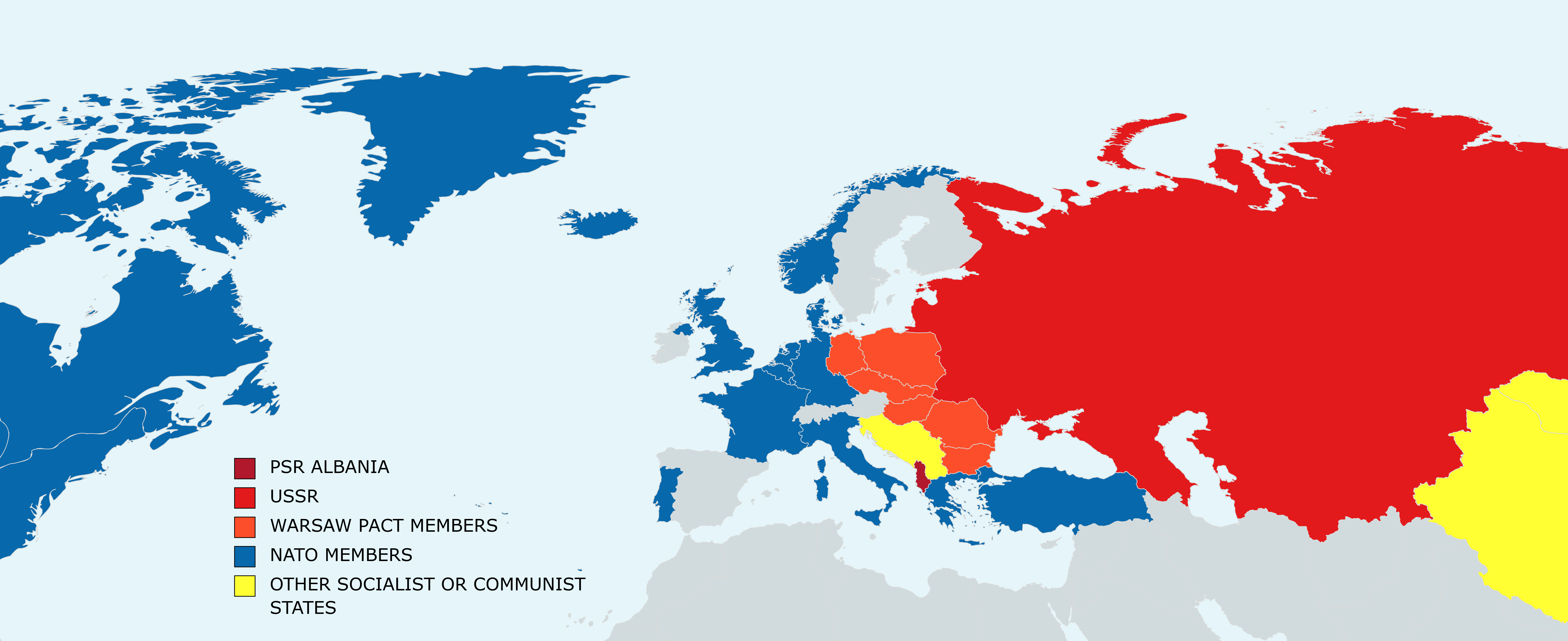
СРСР і Албанія на мапі

## СРСР — Албанія до 1955 року

### Відновлення дипломатичних відносин
7 квітня 1939 року з початком вторгнення Італії до Албанії фактично припинились албано-радянські дипломатичні відносини. 12 квітня Конституційна асамблея Албанії проголосувала за персональну унію з Італією — главою Албанського королівства став італійський король Віктор Емануїл III.
8 листопада 1941 року, під час італійської окупації, в Албанії була заснована Комуністична партія (з 1948 року — Албанська партія праці) шляхом об'єднання окремих комуністичних груп, що виникли в 1930-40-і роки. Партію сформували представники середнього класу інтелігенції без прямої участі Радянського Союзу. Більшість албанських комуністів, включаючи їхнього лідера Енвера Ходжу, не мали ніяких зв'язків з Комінтерном.
До 1942 року проти італійських військ в Албанії діяли розрізнені партизанські загони (чети), командири яких мали різні політичні погляди — від комуністичних до монархічних. З вересня 1942 року прокомуністичні партизанські чети отримали єдине командування після утворення Національно-визвольного фронту Албанії (НВФА). 27 липня 1943 року партизанські загони НВФА об'єднали в Національно-визвольну армію (НВАА), яка згодом стала головною силою опору. 8 вересня 1943 року Італія капітулювала перед військами антигітлерівської коаліції, а незадовго до італійської капітуляції в Албанію ввійшли німецькі війська. Після поразок взимку 1943—1944 років Національно-визвольна армія Албанії з літа 1944 року почала поступово оволодівати територією країни. 17 листопада 1944 року частини НВАА зайняли столицю Тирану, а 29 листопада 1944 року з визволенням міста Шкодера Албанія була остаточно звільнена від окупантів — єдина країна серед держав Східної Європи, у бойових діях на території якої Червона армія не брала участі.
З 24 по 28 травня 1944 року в Перметі проходив Національний конгрес, у якому взяли участь представники зі всієї Албанії. Конгрес обрав Антифашистську раду, яка сформувала виконавчий орган — Антифашистський комітет національного визволення. 22 жовтня 1944 року Антифашистська рада ухвалила рішення перетворити Антифашистський комітет у Тимчасовий уряд Албанії. Очолив новий уряд країни Енвер Ходжа.
Із червня 1945 року албанські урядові представники почали відвідувати Радянський Союз для налагоджування двосторонніх контактів. 22 вересня 1945 року в Москві відбулося підписання першої угоди про постачання Радянським Союзом до Албанії зерна та хімічних добрив на умовах кредиту в сумі 1,5 млн доларів. 30 жовтня 1945 року на ім'я посла США в СРСР Аверелла Гаррімана радянський уряд направив ноту, в якій висловив готовність спільно зі США і Великою Британією одночасно визнати Тимчасовий уряд Албанії. 10 листопада 1945 року глава радянської військової місії в Тирані від імені уряду СРСР передав у Міністерство закордонних справ Албанії ноту про визнання нової албанської адміністрації як законного уряду. Таким чином, СРСР і Албанія відновили між собою дипломатичні відносини на рівні місій. 11 січня 1946 року Установчі збори проголосили Албанію Народною Республікою. У той же день перший радянський посланник Д. С. Чувахін вручив вірчі грамоти голові Президії Народних зборів Албанії Омеру Нішані. У грудні 1946 року дипломатичні відносини між Радянським Союзом і Народною Республікою Албанією були встановлені в повному обсязі, але зв'язки між країнами залишалися доволі обмеженими.

### Розкол Тіто-Сталін

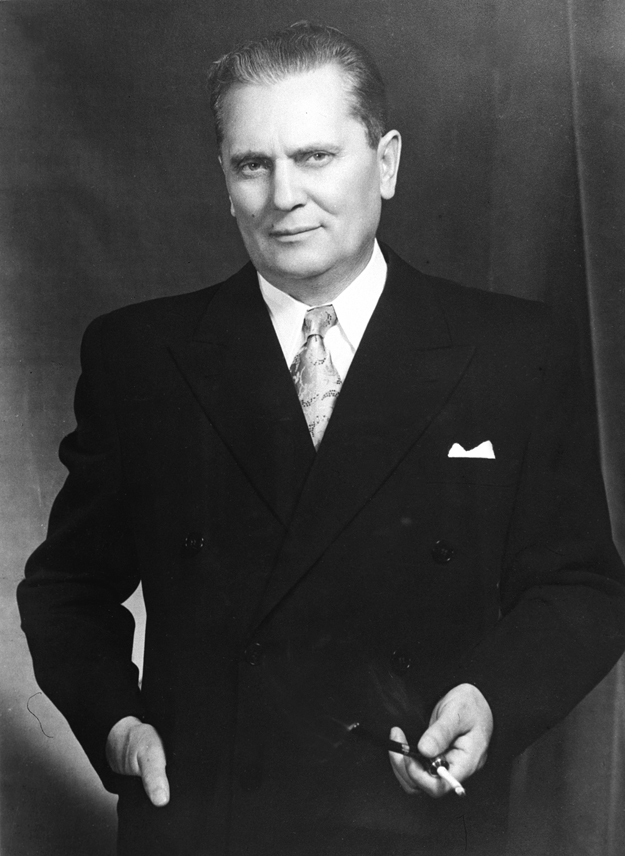
Йосип Броз Тіто

Після завершення Другої світової війни на албанську державу великий вплив мала сусідня Югославія, яка 28 квітня 1945 року першою офіційно визнала новий уряд Албанії. У червні 1946 року до Югославії здійснив свій перший офіційний державний візит за кордон глава албанського уряду Енвер Ходжа, де його нагородили Орденом Народного героя. 9 липня 1946 року відбулося підписання Договору про дружбу, співпрацю і взаємну допомогу між Федеративною Народною Республікою Югославія та Народною Республікою Албанія. Допомога Югославії була значною — до Албанії постачалися різноманітна техніка та обладнання, у країні працювали югославські військові радники та цивільні фахівці. Югославський лідер Йосип Броз Тіто активно просував ідею створення Балканської федерації, до якої мала увійти й Албанія.

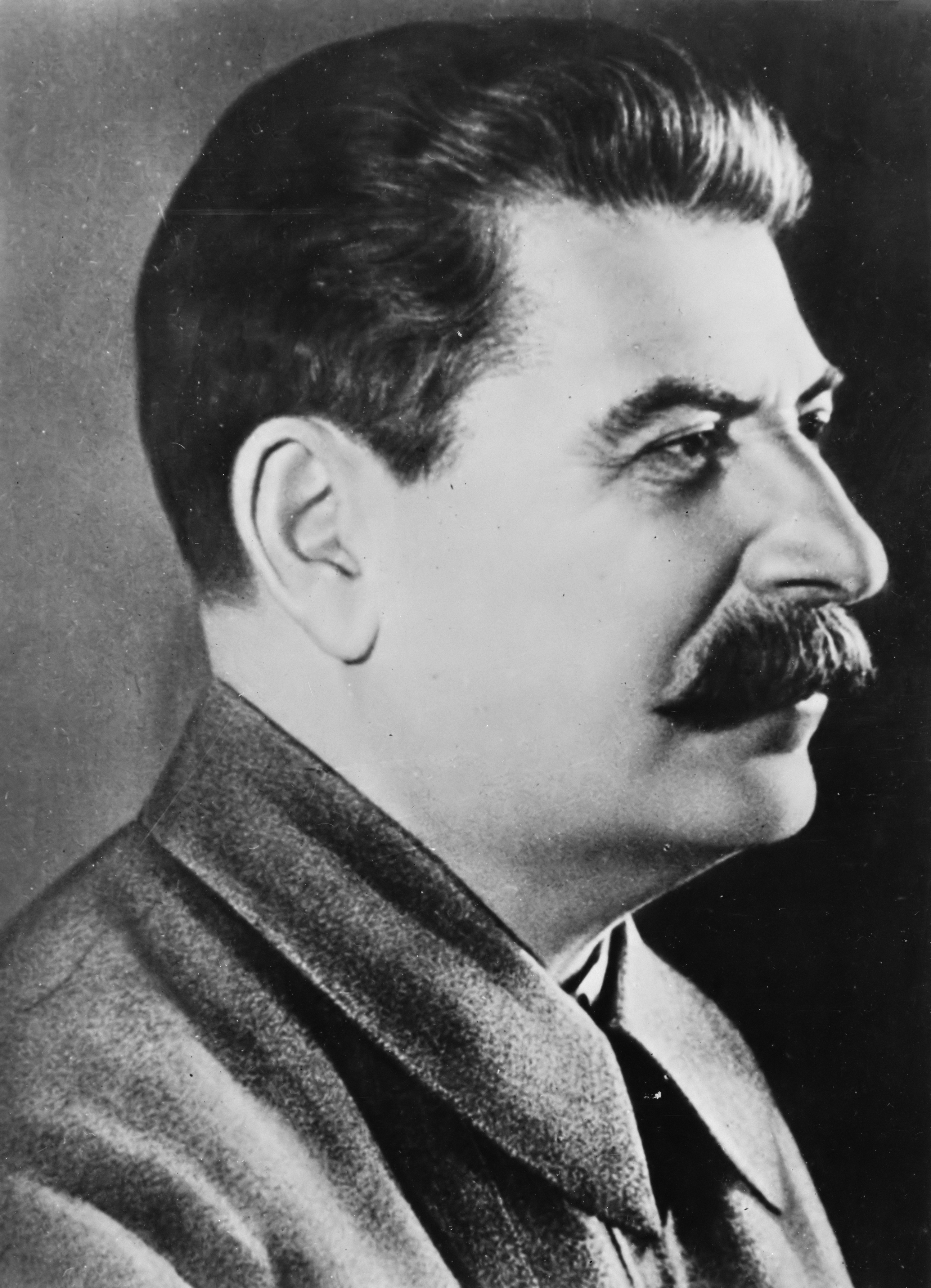
Йосип Сталін

З 14 по 26 липня 1947 року пройшов перший офіційний візит до Москви албанської урядової делегації на чолі з Генеральним секретарем ЦК КПА Енвером Ходжою. Під час зустрічей Ходжі з Йосипом Сталіним та В'ячеславом Молотовим обговорювалися питання міждержавних відносин та партійного будівництва в Албанії. Результатом візиту стала угода про надання Албанії пільгового кредиту в розмірі 6 млн доларів. Також радянське керівництво ухвалило рішення безкоштовно забезпечити озброєнням албанську армію. 11 серпня 1947 року уряд СРСР нагородив Енвера Ходжу «полководницьким» Орденом Суворова I ступеня.

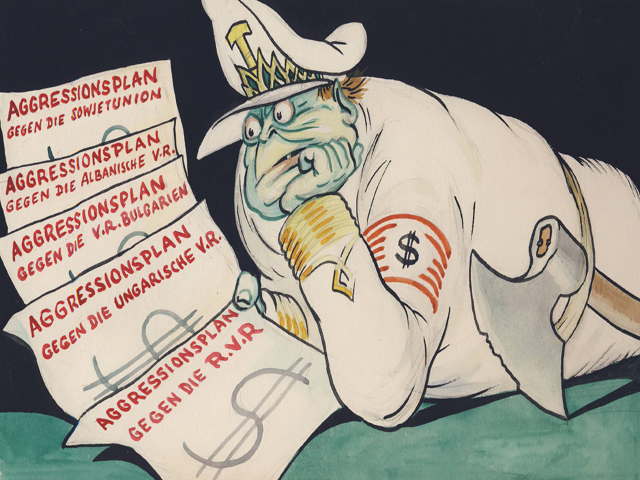
Карикатура на Тіто, який тримає в руках 5 «агресивних» планів нападу на СРСР, Албанію, Болгарію, Угорщину та Румунію

Налагодження відносин між Албанією та Радянським Союзом викликало занепокоєність у Белграді. У самій Албанії в керівництві Комуністичної партії на той час сформувалися дві протиборчі фракції — про- і антиюгославська. Проюгославське угруповання, яке ставило за мету усунення Енвера Ходжі від керівництва партією і включення Албанії до Югославської федерації як сьомої республіки, очолював Кочі Дзодзе. Натомість Енвер Ходжа намагався звільнитися від югославського домінування над Албанією. Цьому сприяв радянсько-югославський розкол 1948 року. У середині квітня 1948 року албанське керівництво отримало від ЦК ВКП(б) листа, підписаного 27 березня, зі звинуваченнями лідерів Комуністичної партії Югославії в антирадянських діях, опортунізмі та ревізіонізмі. У конфлікті Сталін-Тіто Енвер Ходжа зробив вибір на користь радянського керманича. Албанія першою підтримала резолюцію Комінформу «Про становище в Компартії Югославії» (опублікована 28 червня 1948 року), у якій югославське керівництво на чолі з Броз Тіто звинувачувалося в націоналізмі й спробі реставрації капіталізму. 1 липня 1948 року албанський уряд оголосив про висилку з країни югославських радників і про скасування всіх договорів і угод з Югославією, за винятком Договору про дружбу, співпрацю і взаємну допомогу, який згодом анулювала Югославія 12 листопада 1949 року. Енвер Ходжа, зі схвалення Сталіна, провів у партії чистку серед «тітовців», у ході якої Кочі Дзодзе стратили в червні 1949 року. У листопаді 1950 року Албанія розірвала дипломатичні відносини з Югославією.
З моменту албано-югославського розколу відносини між Радянським Союзом і Албанією почали зміцнюватись і розширюватись. На початок 1949 року Албанія з наближеної до Югославії країни перетворилася на повноцінного сателіта Радянського Союзу. 22 лютого 1949 року Албанія приєдналася до Ради Економічної Взаємодопомоги, яку за місяць до цього заснували СРСР та ще 5 країн соцтабору. Завдяки допомозі Радянського Союзу в Албанії створювалася власна промислова база — СРСР постачав машини і обладнання, будувалися сучасні промислові підприємства, велика кількість радянських фахівців працювала в Албанії. У 1952 році на острові Сазані біля албанського портового міста Вльори СРСР побудував базу для власних підводних човнів. 3 серпня 1953 року досягнута угода про перетворення радянської місії в Тирані в посольство. Албанія разом із СРСР і ще 6 європейськими соціалістичними країнами 14 травня 1955 року підписала Договір «Про дружбу, співпрацю і взаємну допомогу» (Варшавський договір), згідно з яким засновувався військовий союз держав Східного блоку.

### Після 5 березня 1953 року
Відносини між СРСР і Албанією залишалися тісними до 5 березня 1953 року, дня, коли помер Йосип Сталін. Це була непоправна втрата для албанського керівництва — розпочинався період згасання дружніх відносин з могутньою державою. В Албанії за наказом Генерального секретаря ЦК АПП Енвера Ходжі все населення Тирани було зібрано на найбільшій площі столиці, де албанський керманич змусив всіх встати на коліна і дати клятву вічної вірності і вдячності їх «великому визволителю», якому албанський народ був зобов'язаний всім.

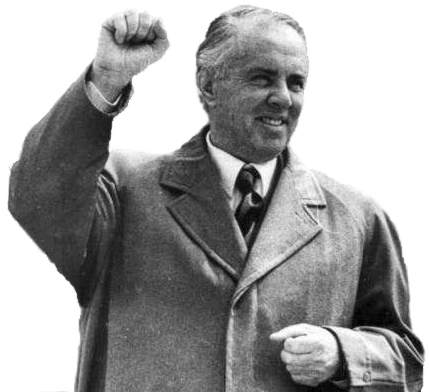
Енвер Ходжа

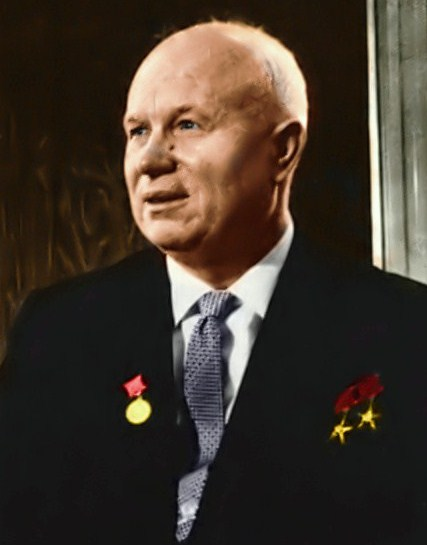
Микита Хрущов

У червні 1953 року з метою отримання кредиту економічного та військового характеру до Москви прибула албанська партійно-урядова делегація на чолі з Енвером Ходжою. Відбулася зустріч Ходжі з новим радянським керівництвом, очолюваним Маленковим, на якій вперше сторони не досягли взаєморозуміння. Албанцям відмовили надати допомогу в тому обсязі, в якому вони просили. Через рік, у червні 1954 року, Енвер Ходжа разом із заступником прем'єр-міністра Хюсні Капо приїхали до Москви для вирішення з радянськими керівниками албанських економічних проблем. Відбулася перша зустріч на вищому офіційному рівні Ходжі з Микитою Хрущовим, що у вересні 1953 року зайняв пост Першого секретаря Центрального Комітету КПРС. Під час обговорення питань Хрущов приділив увагу ролі партії і принципам обрання її керівника. У висловах Хрущова Ходжа побачив прихований намір радянського лідера відсторонити «сталінських» партійних керманичів у країнах Східного блоку. Виконуючи настанови Хрущова і використовуючи радянський «досвід» колегіального керування країною, XI пленум ЦК АПП (12 липня 1954 року) ухвалив рішення «скасувати посаду Генерального секретаря партії як непотрібну і зайву і створити посаду Першого секретаря Центрального Комітету». На старій посаді з новою назвою залишився Енвер Ходжа, але за власним бажанням він був звільнений від виконання функцій Голови Ради Міністрів.
У перші післясталінські роки у відповідь на радянський тиск на східноєвропейські країни з вимогою проводити економічні та політичні реформи, Албанія виявила деяку готовність поліпшити відносини з Югославією, як це вже почав робити Радянський Союз. 21 грудня 1953 року Албанія відновила дипломатичні відносини з Югославією, розірвані в листопаді 1950 року.

## Початок розколу (1955—1958)

### Примирення СРСР з Югославією
4 червня 1954 року Хрущов підписав лист, який радянське керівництво розіслало центральним комітетам комуністичних партій країн Східного блоку. Лише 8 червня цей лист отримав Енвер Ходжа, що в той час перебував з делегацією в Москві. У листі була піддана критиці резолюція Комінформу 1948 року, яка засуджувала керівництво Югославії. Хрущов вважав, що причиною відколу Югославії від соціалістичного табору була позиція, яку зайняв міжнародний комуністичний рух стосовно Комуністичної партії Югославії. Саме це спонукало «правлячі кола Югославії зблизитися з США і з Англією», укласти «військово-політичну угоду з Грецією та Туреччиною» («Балканський пакт» 28 лютого 1953 року), піти на «ряд серйозних поступок перед капіталізмом», взяти курс на «реставрацію капіталізму» тощо. Ходжа не погодився з точкою зору радянського лідера — на його думку «навіть у разі, якби югославське керівництво, як стверджував Хрущов, було засуджено незаслужено в 1949 р., ніщо не дозволяло і не виправдовувало б його перехід в обійми імперіалізму».
16 травня 1955 року розпочався візит Хрущова, Булганіна та Мікояна до югославської столиці Белграда з метою остаточного примирення з Йосипом Броз Тіто. За два дні до від'їзду радянської делегації з Москви албанські комуністи отримали листа від ЦК КПРС, у якому повідомлялось, що Хрущов вирішив скасувати як несправедливу резолюцію Інформаційного бюро від листопада 1949 року про засудження югославського керівництва і розмістити комюніке в печатному органі бюро «За міцний мир, за народну демократію!». У комюніке зазначалося би, що партії-члени Інформбюро нібито знову розглянули питання щодо третьої резолюції Комінформу з югославської проблеми і скасували цю резолюцію. 25 травня ЦК АПП направив листа своїм радянським колегам, де висловив протест відносно одностороннього рішення КПРС без проведення обговорення й узгодження з іншими комуністичними партіями. 2 червня в останній день візиту радянської делегації до Югославії Хрущов і Тіто підписали спільну заяву про примирення між двома країнами. Візит Хрущова до Белграда став викликом усім просталінським фракціям у комуністичному світі. Албанія виявилась єдиною країною Східного блоку, що не підтримала відновлення статусу Тіто як рівноправного члена міжнародного комуністичного руху.

### XX з'їзд КПРС

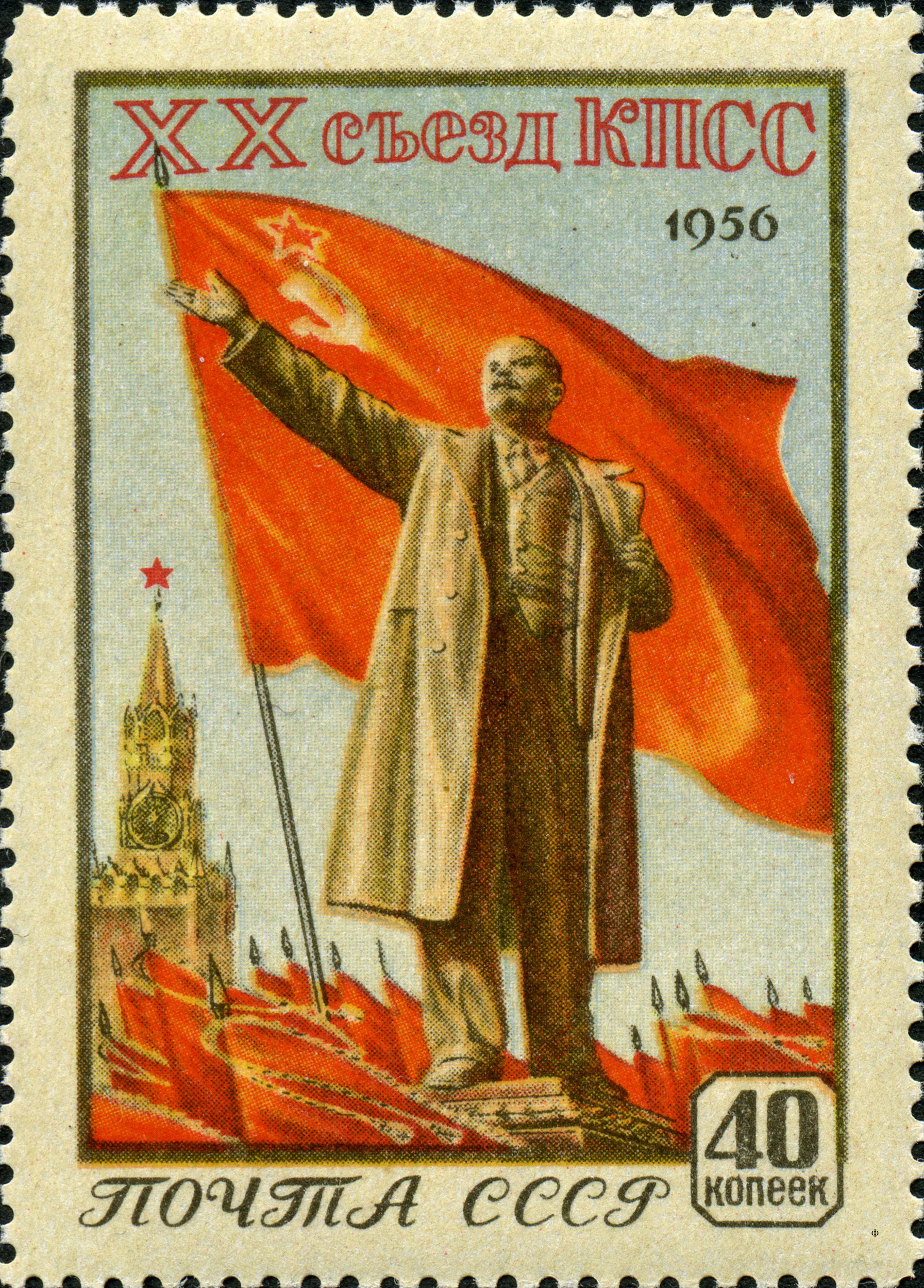
Поштова марка, присвячена XX з'їзду КПРС

14—25 лютого 1956 року в Москві проходив XX з'їзд Комуністичної партії Радянського Союзу. У звітній доповіді Першого секретаря ЦК КПРС М. С. Хрущова помітне місце займало оголошення переходу до політики мирного співіснування держав з різним соціальним ладом, укріплення співпраці схід-захід проти загрози ядерної війни. Ті, хто називали себе противниками ревізіонізму, вважали, що Хрущов таким чином відмовляється від міжнародної класової боротьби заради поділу світу на сфери впливу між СРСР і США. Албанська партія праці висловила офіційно свою позицію, що задекларована на з'їзді Хрущовим нова міжнародна політика КПРС суперечить ленінському вченню, згідно з яким основним принципом зовнішньої політики соціалістичної країни і комуністичної партії є пролетарський інтернаціоналізм.
В останній день роботи з'їзду, 25 лютого, Микита Хрущов на закритому засіданні виступив з «таємною промовою» «Про культ особи та його наслідки». Запрошені на з'їзд представники зарубіжних комуністичних партій не брали участі в закритому засіданні. У доповіді Хрущов засудив культ особи Йосипа Сталіна і масовий терор, що відбувався в СРСР у другій половині 1930-х і на початку 1950-х років, і провина за який була покладена на Сталіна. Енвер Ходжа був незадоволений перебігом подій, що відбулися під час XX з'їзду КПРС. Він розцінив промову Хрущова як ідеологічну базу для ревізіоністського руху, що міг вплинути на весь комуністичний світ.

### III з'їзд АПП
Не всі албанські комуністи підтримували офіційну позицію ЦК АПП відносно ідей, що пролунали на XX з'їзді КПРС. У квітні 1956 року в Тирані пройшла передз'їздівська конференція Албанської партії праці, на якій деякі делегати, натхненні подіями, що відбувались у СРСР, почали критикувати керівництво партії. Кілька делегатів вимагали, щоб основними темами дискусій стали: XX з'їзд КПРС; культ особи; справа Кочі Дзодзе, прихильника Югославії, страченого в 1949 році; відносини з Югославією; партійна демократія; умови життя населення. Енвер Ходжа не проігнорував зауваження, але наполіг на прийнятті резолюції, у якій висловлювалася довіра його керівництву партією. Після закінчення конференції всі делегати, що виступили проти Ходжі, були виключені з АПП та ув'язнені.
Через місяць після конференції відбувся III з'їзд албанських комуністів (25 травня — 3 червня 1956 року). На ньому була відсутня відкрита критика доповіді Хрущова на XX з'їзді КПРС, але визначалося, що Албанська партія праці продовжить незмінним свій марксистсько-ленінський курс. Таким чином відкидалася запропонована Хрущовим політика десталінізації. На з'їзді делегати обрали ЦК і Політбюро, що складалися з переконаних прихильників Енвера Ходжі. Публічним викликом Радянського Союзу стала відмова на з'їзді реабілітувати Кочі Дзодзе та інших пов'язаних з ним осіб, які підтримували зближення з Югославією: «Звинувачення проти Кочі Дзодзе і його спільників цілком обґрунтовані, і осуд їх нашою партією і державою було абсолютно справедливим». Остаточні рішення з'їзд АПП приймав у той час, коли розпочинався дружній візит Тіто до СРСР (1—23 червня 1956 року), що викликав лише незадоволення серед керівництва Албанської партії праці. Албанія залишалася на непримиренних позиціях по відношенню до Югославії.

### Угорські події 1956 року
У зв'язку з подіями під час угорської революції в жовтні-листопаді 1956 року у відносинах між СРСР і Югославією виникли тертя, оскільки остання підтримала повстанців. На цьому тлі відносини між Албанією і Радянським Союзом дещо поліпшилися. 8 листопада 1956 року в газеті «Правда» з'явилася стаття Енвера Ходжі, присвячена 15-річчю АПП. У статті без згадки імені Тіто містилося засудження його впливу на угорські події. Через три дні, 11 листопада, у промові Тіто в Пулі пролунали випади у відповідь, але вже особистого характеру, проти албанського керманича. Тіто назвав Ходжу починаючим марксистом, який окрім слова «марксизм-ленінізм» нічого іншого не знає. Статтею в «Правді» від 23 листопада радянське керівництво стало на бік албанської компартії, критикуючи позицію югославського лідера.

### Албанія — Китай
З 13 вересня по 3 жовтня 1956 року Енвер Ходжа на чолі албанської делегації відвідав Китай для участі у VIII з'їзді КПК. Ходжа покладав великі надії на зустріч з китайським лідером Мао Цзедуном, маючи намір отримати значиму підтримку з боку китайців, щоб послабити радянський тиск на Албанію. Доказом успіху проведених перемовин є зростання в 1957 році китайської допомоги до 21,6 відсотків від загального пасиву в торговому балансі Албанії, тоді як у 1955 році ця сума становила лише 4,2 %.
Намагаючись протидіяти посиленню впливу Китаю, Радянський Союз зі свого боку збільшив допомогу Албанії. З 1 січня 1957 року Албанія отримала кредит у розмірі 18,5 млн доларів. У листопаді 1957 року СРСР надав Албанії кредити на суму 75 млн доларів для фінансування третього п'ятирічного плану (1961—1965) і 8,75 млн доларів для албанської нафтової промисловості. На додаток Радянський Союз списав албанські борги в 105 млн доларів, що накопичилися за період 1949—1957 рр. Але ці зусилля економічним шляхом примусити албанське керівництво змінити свій незалежний курс не увінчались успіхом. Попри щедрість Хрущова, Албанія продовжила поступово зміцнювати відносини з Китаєм.

### III пленум ЦК АПП
13 лютого 1957 року в доповіді на III пленумі ЦК АПП Ходжа, захищаючи надбання сталінізму, піддав нещадній критиці «югославський ревізіонізм», при чому у висловлюваннях містився прямий натяк на радянське керівництво: «Затята кампанія, розгорнута імперіалістами і ревізіоністами проти марксизму-ленінізму і комунізму, прикривається ширмою боротьби зі „сталінізмом“. Відразу ж після XX з'їзду КПРС вороги неймовірно роздули „помилки“ Сталіна і розтрубили про них на весь світ з тим, щоб дискредитувати соціалістичні держави, комуністичні партії і їх керівників, внести ідеологічний розбрат і розкол у міжнародний комуністичний рух.»  «Ми не згодні з усіма тими, хто зводить на нанівець всю революційну діяльність Сталіна і бачить її тільки в чорному кольорі. Ми вважаємо, що діяльність Й. В. Сталіна слід оцінювати правильно.»  «Прикриваючись прапором боротьби зі „сталінізмом“, югославські керівники і всі ревізіоністи намагаються звести рахунки зі своїми противниками. Вони діють так: правильні марксистсько-ленінські положення називають „сталінським догматизмом“, вірні марксизму-ленінізму комуністичні партії називають „сталінськими“, а їх керівників „сталінцями“…»
Радянське керівництво розцінило виступ Ходжі як завуальовану відмову впроваджувати в Албанії політику десталінізації. Микита Хрущов запросив албанського лідера у квітні 1957 року відвідати СРСР для проведення консультацій. Під час зустрічі 15 квітня в Москві Хрущов закликав Ходжу покращити відносини з Югославією і реабілітувати колишніх членів албанської компартії, яких позбавили членства в АПП за підтримку Югославії і рішень XX з'їзду КПРС. Ходжа відмовився йти на поступки югославському керівництву, на що Хрущов зауважив: «По-вашому, ми повинні повернутися до діянь Сталіна…? … Ви подібно Сталіну, який вбивав людей». Ходжа відповів: «Сталін убивав зрадників, ми також саме їх вбиваємо».

### Московська нарада 1957 року
У 1957 році відносини між Радянським Союзом і Югославією погіршились у зв'язку з відмовою Тіто взяти участь у Нараді представників комуністичних і робочих партій соціалістичних країн (14—16 листопада 1957 року), на якій планувалося затвердити генеральну лінію в міжнародному комуністичному русі. Замість себе Тіто направив до Москви на Нараду заступника голови уряду Едварда Карделя. Хрущов намагався зберегти єдність соціалістичних країн і комуністичних партій, тому пішов на компроміс — у розробці проекту декларації Наради разом з представниками КПРС і прорадянських партій взяли участь албанська і китайська делегації. Декларація виявилася неоднозначною — поруч з точкою зору албанських та китайських комуністів, що «на сучасному етапі важливого значення набуває посилення боротьби проти опортуністичних течій в робочому і комуністичному русі, … подолання ревізіонізму … в рядах комуністичних і робочих партій», існувала радянська теза, що «історичні рішення XX з'їзду КПРС … започаткували новий етап у міжнародному комуністичному русі». Серед присутніх на Нараді делегатів лише югославський представник відмовився підписати заключну декларацію, оскільки в ній Радянський Союз визнавався лідером міжнародного комуністичного руху, порушуючи принцип поліцентризму. Це обурило Хрущова, якого в цьому питанні підтримував на той момент навіть Мао Цзедун. Охолодження відносин між Югославією та СРСР мало позитивне значення для Албанії — зменшувалася загроза впровадження Хрущовим нових заходів проти Албанії заради умиротворення Тіто.

## Заглиблення розколу (1959—1960)

### Апельсини замість зерна
У кінці 1958 року Радянський Союз серед членів РЕВ почав впроваджувати так званий «міжнародний соціалістичний поділ праці», у якому Албанії відводилася функція постачальника іншим країнам-учасницям РЕВ сільськогосподарської продукції та мінеральної сировини. 25 травня 1959 року Хрущов прилетів до Албанії з офіційним візитом, під час якого між лідерами країн серед іншого також розглядалися питання економічної співпраці. Хрущов запропонував албанській стороні замість індустріалізації власної економіки і розширення нафтової промисловості зосередитися на вирощуванні цитрусових. На думку радянського лідера Албанія повинна вирощувати апельсини на експорт, а не виробляти зерно, яким Радянський Союз може повністю забезпечити Албанію. Хрущов, за словами Ходжі, нібито сказав: «Не турбуйтеся про хліб, садіть цитрусові, бо стільки хліба, скільки потрібно Албанії, у нас з'їдають щури в зерносховищах».
Упродовж одинадцятиденного візиту Хрущов разом з Енвером Ходжою здійснив подорож країною. Делегація прибула на місце археологічних розкопок у Бутринті, до якого напередодні була спеціально прокладена асфальтована дорога. Оглядаючи місцеві пам'ятки, Хрущов, зневажливо ставлячись до історичних знахідок, сказав міністру оборону СРСР Малиновському, що супроводжував його: «Подивись, яке тут диво! Викопаємо і викинемо в море всю цю мертвечину [археологічні об'єкти Бутринті]. Можна побудувати ідеальну базу для наших підводних човнів. У нас буде найідеальніша і найнадійніша в Середземномор'ї база. Звідси можна все паралізувати й атакувати». За два дні потому Хрущов відвідав радянську військово-морську базу в Паша-Лимані (поблизу Вльори), де він знову висловився в подібному сенсі: «Яка надійна бухта біля підніжжя цих гір! Якщо розмістити тут потужний флот, все Середземне море від Босфору до Гібралтару буде в наших руках!»
Повчання Хрущова, в якому напрямку треба розвивати економіку, викликало в приймаючої сторони, і насамперед у Ходжі, лише роздратування. Візит завершився 4 червня, на два дні раніше, ніж було заплановано.

### Зустріч Хрущова з Венізелосом
На початку червня 1960 року в Москві Хрущов зустрівся з колишнім прем'єр-міністром Греції, лівим політиком Софоклісом Венізелосом. Під час бесіди розглядалася тема культурної автономії для грецької меншини на півдні Албанії (Північний Епір). Хрущов з метою роздратувати Енвера Ходжу на тлі напружених албано-грецьких відносин погодився з необхідністю утворення грецької автономії для розвитку мови та культури й пообіцяв обговорити це питання з Ходжою на бухарестській зустрічі, що мала пройти в кінці червня того ж року.

### Бухарестська нарада

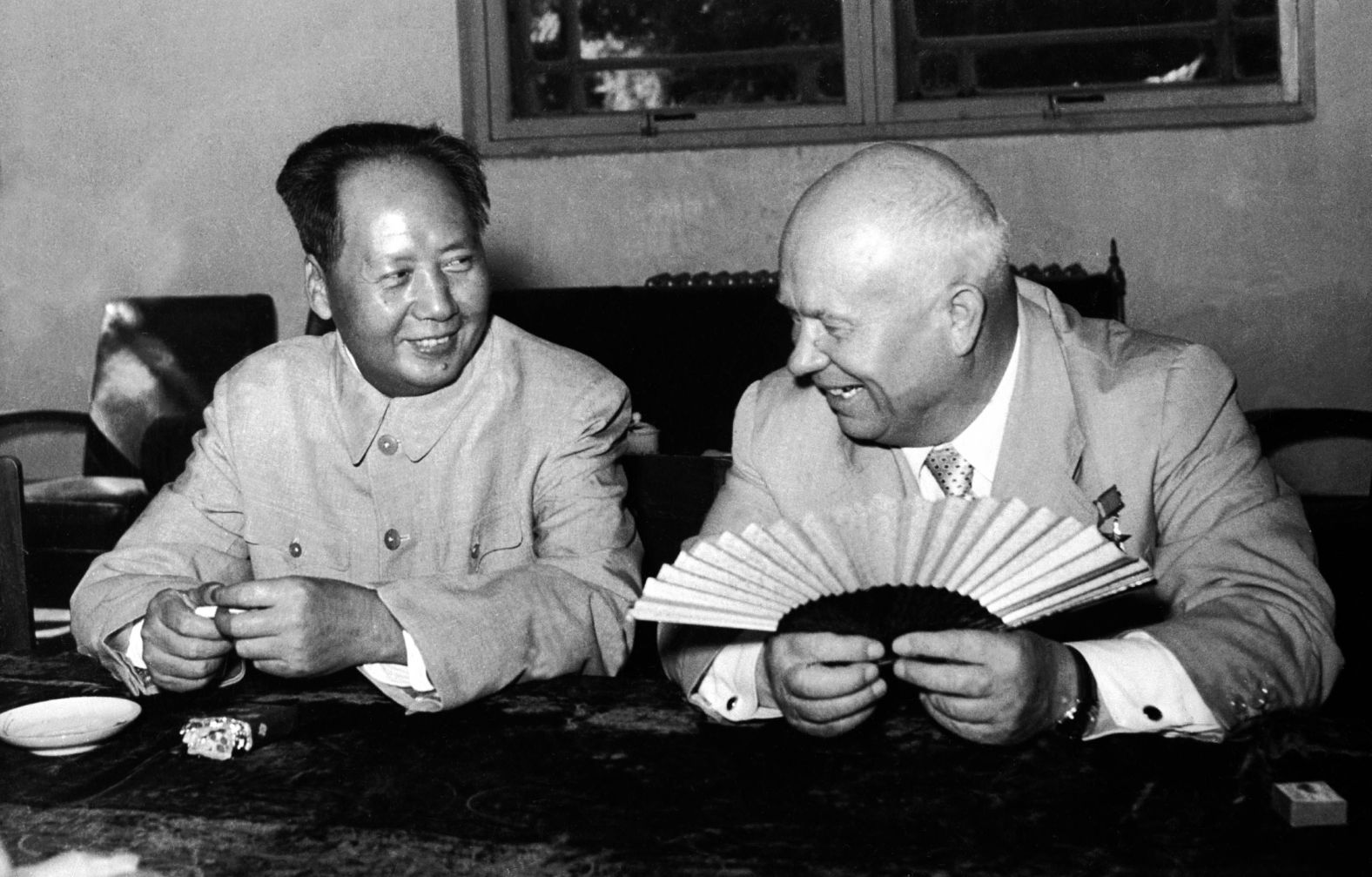
Мао Цзедун і Микита Хрущов

У квітні 1960 року в Китаї вийшов збірник статей під назвою «Хай живе ленінізм!», в якому китайські керівники відкрито заявили про наявність розбіжностей з радянською позицією в питаннях стратегії і тактики міжнародного комуністичного руху. ЦК КПРС до червня 1960 року не піднімав питання про зміст збірника, вважаючи, що ідеологічні розбіжності треба розглядати під час зустрічей керівних діячів обох партій.

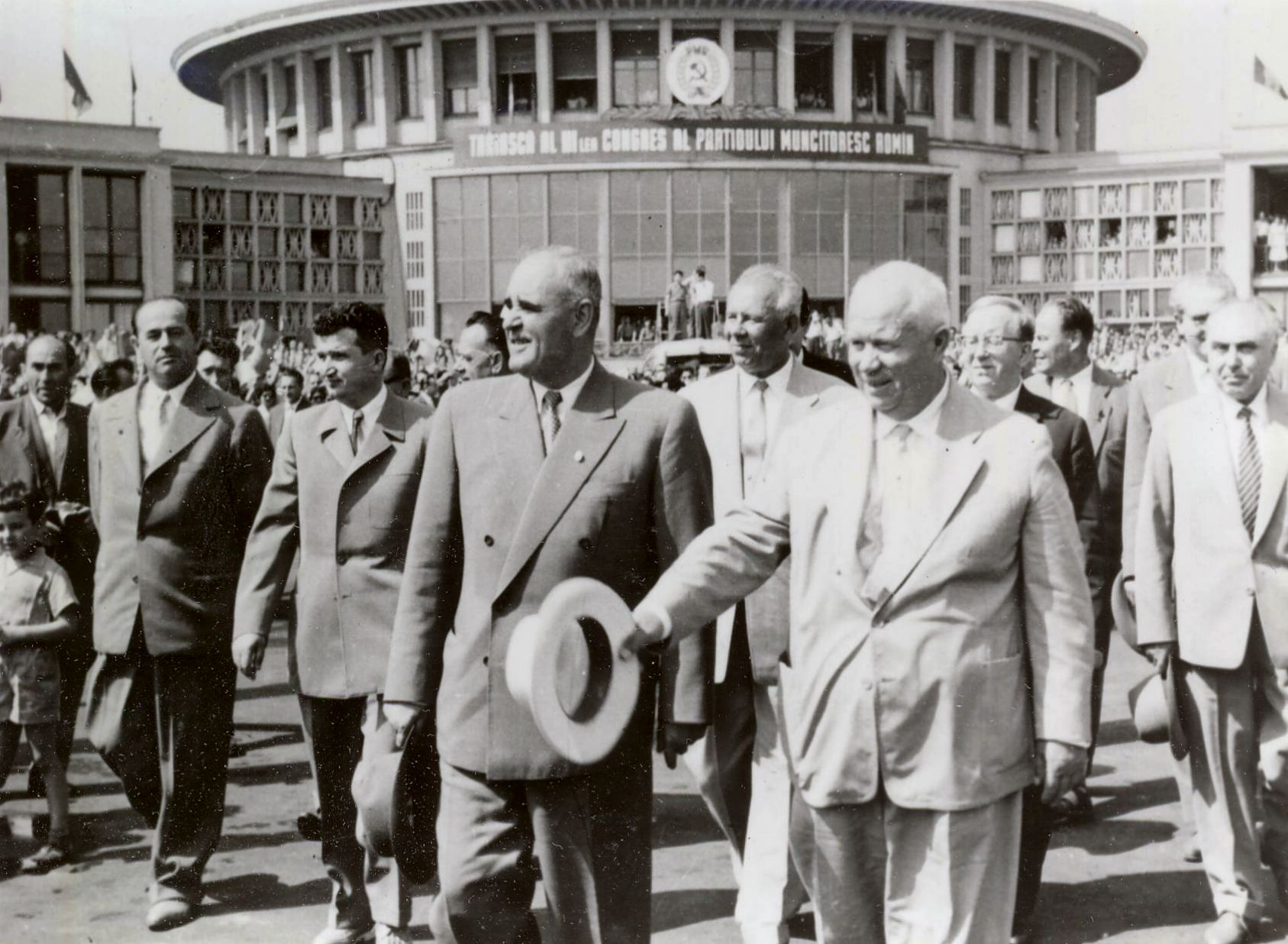
Георге Георгіу-Деж проводжає Микиту Хрущова після завершення III з'їзду РРП. Бухарест, червень 1960 року

24 червня 1960 року відкрилася Бухарестська нарада комуністичних та робітничих партій соціалістичних країн, що проходила в рамках III (VIII) з'їзду Румунської робітничої партії (20—25 червня). Заявлена мета конференції полягала у встановленні дати та місця скликання майбутньої наради компартій усього світу. Розглядалася лише можливість проведення обміну думками, не приймаючи ніяких заключних декларацій. Але ще 21 червня ЦК КПРС розіслав компартіям інформаційну записку, в якій назвав теоретичні погляди китайських комуністів хибними і шкідливими. Стало очевидним, що Бухарестська нарада перетвориться в обговорювання питання про розбіжності, які виникли між Радянським Союзом та Китаєм. Енвер Ходжа, розуміючи справжню мету конференції, відмовився їхати до Бухареста. Албанію на з'їзді представляла лише «третя людина» в державній ієрархії, член Політбюро ЦК АПП Хюсні Капо.
Як і передбачалось, 24—26 червня відбулися дві наради: перша — серед представників компартій країн соцтабору, друга — більш представницька нарада, де зібралися глави делегацій усіх комуністичних і робочих партій, що брали участь у роботі з'їзду румунських комуністів. На всіх засіданнях Хрущов виступав із засудженням китайських колег. Радянський лідер, називаючи поведінку Мао Дзедуна сталінською, критикував його інтерпретацію марксизму-ленінізму за нібито відрив теорії від реалій сучасного світу. Усі делегати, крім албанського, підтримали Хрущова. Лише Хюсні Капо, керуючись інструкціями, які він щоденно отримував з Тирани від Ходжі, виступив на захист китайських комуністів і висловився проти продовження зібрання з такою темою обговорення.

### Економічний тиск на Албанію
Після завершення Бухарестської наради для Хрущова стало зрозумілим, що умовляннями він не приверне на свій бік албанське керівництво, тому треба переходити до більш жорстких заходів. Повністю припинились усі поставки від країн-членів Варшавського договору для Албанської народної армії, від їжі й одягу до зброї та технічного обладнання. У той час, коли Албанія відчувала гостру нестачу продовольства, викликану стихійними лихами, Радянський Союз скоротив постачання зернових. Албанія звернулася до радянського уряду надати їй 50 тис. тонн зерна, але після 45-денного очікування отримала від СРСР лише 10 тис. тонн. Радянський уряд погодився на албанську пропозицію розрахуватися за зерно золотом. Економічні обмеження, впроваджені СРСР проти Албанії, підтримали інші країни Східного блоку. Албанському керівництву довелося для забезпечення населення купляти пшеницю за валюту у Франції, виправдовуючись тим, що СРСР нібито поставляє їм лише кукурудзу для худоби. Пізніше на Московській нараді в листопаді 1960 року Ходжа прокоментував поведінку Хрущова ностальгічним згадуванням власних стосунків зі Сталіним: «Товариш Сталін у 1945 році, коли нашому народові загрожував голод, змінив курс пароплавів, завантажених зерном, призначеним для радянського народу, в якого в той час хліба також не було в достатку, і відразу ж направив їх албанському народові. Нинішнє ж радянське керівництво дозволило собі огидні дії».

### Прорадянські сили в Албанії
Серед членів Албанської партії праці деякі високопосадовці відкрито підтримували Радянський Союз. До них належали член Політбюро ЦК АПП Лірі Белішова та Кочо Ташко, голова Центральної ревізійної комісії. Керівництво СРСР встановило тісні контакти з прорадянською фракцією в АПП з метою повалення режиму Енвера Ходжі. Група військових та урядових чиновників на чолі з контр-адміралом Теме Сейко планувала здійснити на початку осені, напередодні IV з'їзду АПП, державний переворот. Але органи держбезпеки викрили заколот. 28 липня 1960 року Теме Сейко був заарештований і згодом страчений. 8 вересня 1960 року XVIII пленум ЦК АПП зняв з усіх постів і виключив із партії Лірі Белішову та Кочо Ташко.

### Московська нарада 1960 року
1—21 жовтня 1960 року в Москві працювала підготовча комісія зі складання проекту Заяви, яку мала прийняти запланована на листопад масштабна Нарада представників комуністичних і робочих партій з усього світу. Албанську робочу групу в комісії очолювали Хюсні Капо та Раміз Алія. 7 жовтня Енвер Ходжа відправив Капо листа, де роз'яснював стратегію поведінки албанської делегації під час роботи комісії: «більш наполегливо виступати на захист Комуністичної партії Китаю, бо, в основному, боротьба спрямована проти неї… Нас вони ненавидять так само, як і китайців, і немає сумніву, що вони розгорнуть нападки і на нас, … вони вважають, що найбільшу небезпеку для них в потенційному відношенні представляє Комуністична партія Китаю і тому вони думають: „Якщо нам вдасться зломити її, то з албанцями справа дуже проста“… Ми повинні показати радянським і їхнім прихильникам, що у нас своя, марксистсько-ленінська лінія, що ми боремося проти ревізіоністських, правоопортуністичних поглядів…». У наступному адресованому Капо листі від 13 жовтня Енвер Ходжа розкрив свої наміри та побоювання щодо ходу майбутньої Наради: «Мені здається, що вони [китайці] не розуміють ту небезпеку, яку група Хрущова становить для світового комуністичного руху, і згодні співіснувати з цією групою. … нам необхідно викривати цю групу на чолі з Хрущовим так, як вона цього заслуговує. Китайські керівники нічого не роблять в цьому напрямку, швидше за все вони роблять навпаки: атакують Сталіна, а Хрущова прирівнюють до Леніна. В обох їхніх виступах на засіданні комісії немає ні слова проти головного винуватця, Хрущова, навпаки, про нього вони відгукуються добре, так як він „піддав справедливій критиці Сталіна“… Я готую виступ для наради…, але воно не йде ні в яке порівняння з промовами китайця в комісії як за формою, так за тоном і змістом. … на нараді люди не наважаться визнавати нашу правоту. Але ми виконаємо свій обов'язок, ми будемо відстоювати марксизм-ленінізм».
Нарада представників комуністичних і робочих партій відбувалась у Москві з 10 листопада по 1 грудня 1960 року. У конференції взяли участь делегації 81 партії з п'яти континентів світу. Союз комуністів Югославії відмовився надіслати своїх представників. Ще 3 листопада до Москви прибула делегація Албанської партії праці з Енвером Ходжою на чолі. Хюсні Капо та Раміз Алія, що брали участь у роботі редакційної комісії, також увійшли до складу делегації. 8 листопада Ходжа дізнався про зміст 125-сторінкового листа, що 5 листопада ЦК КПРС направив ЦК Компартії Китаю. Ходжа звернув увагу, що в листі ігнорувалось існування Народної Республіки Албанії як соціалістичної країни (її не було в наведеному в листі переліку країн соціалізму) і паплюжилась Албанська партія праці.
Першим на Нараді виступив Хрущов. Як згадував Ходжа, «він виголосив нібито помірну, мирну промову, без відкритих випадів, з вишуканими фразами, з тим щоб задати тон нараді і створити враження, що вона повинна бути тихою, навіювати її учасникам, що не слід нападати один на одного… Хрущов у своїй промові повністю висловив свої ревізіоністські погляди, він атакував Комуністичну партію Китаю і Албанську партію Праці, як і ті, які підуть за цими партіями, не згадуючи при цьому ім'я жодної з них… На ділі, з 20 делегатів-маріонеток, що виступили, тільки 5-6 атакували Китай, ґрунтуючись на матеріалі радянських».
12 листопада албанська делегація зустрілася з представниками радянського керівництва: М. Хрущовим, А. Мікояном, Ф. Козловим, Ю. Андроповим. На початку бесіди Хрущов та Ходжа почали з'ясовувати між собою, хто з них винний у погіршенні відносин між радянським і албанським урядами, звинувачуючи один одного. Потім темою розмови стала військово-морська база у Вльорі. Хрущов запропонував демонтувати базу, що викликало у Ходжі різке незадоволення. У решті решт бесіда завершувалася на підвищених тонах. Албанська делегація, перервав розмову, залишила зал засідання, демонструючи неможливість компромісу з їхнього боку.
16 листопада Енвер Ходжа від імені ЦК АПП виступив з тригодинною промовою на Нараді представників комуністичних і робочих партій. Початок його доповіді був присвячений боротьбі з імперіалізмом і «зрадниками марксизму-ленінізму, імперіалістичними агентами і інтриганами на зразок Йосипа Броз Тіто»: «Албанська партія Праці не припинить вести політичну і ідеологічну боротьбу проти імперіалістів і капіталістів, … не припинить вести … безперервну і безкомпромісну боротьбу проти сучасного ревізіонізму і особливо проти тітовського югославського ревізіонізму. Можливо, знайдуться такі товариші, які звинуватять нас, албанців, у впертості, … сектантстві, догматизмі …, проте ми відкидаємо всі ці брехливі звинувачення і заявляємо їм, що ми не зрушимо з цих позицій, бо це — марксистсько-ленінські позиції». Поступово Ходжа перейшов до відкритої критики дій радянського керівництва і насамперед Хрущова, починаючи з XX з'їзду КПРС і закінчуючи Бухарестською нарадою. Ходжа в доповіді детально згадав політичний та економічний тиск Хрущова на албанський уряд і членів партії праці після конференції в Бухаресті: «Відразу ж після бухарестської Наради на нашу партію і її Центральний Комітет несподівано обрушилися з непринциповими нападками, що супроводжувалися нахабним втручанням і всебічним тиском». Промова Ходжі викликала незадоволення серед делегацій інших партій — її називали «ганебною, огидною, приступною, недружньою» і навіть «інфантильною».
Позицію Китаю резюмував делегат від КПК Ден Сяопін: «не існує кращої або гіршої партії в міжнародному комуністичному русі. Китай не визнає Радянський Союз або будь-яку іншу партію як лідера міжнародного комуністичного руху, кожна партія повністю незалежна».
Після свого виступу Енвер Ходжа разом з Мехметом Шеху залишили надану їм приймаючою стороною резиденцію і переїхали до албанського посольства в Москві. Ходжа згадував: «Коли настав час нашого від'їзду, ми відмовилися вирушивти на літаку, бо „нещасний випадок“ міг легше статися. Хюсні і Раміз залишилися ще в Москві, вони повинні були підписати заяву, тоді як ми з Мехметом поїздом виїхали з Радянського Союзу, абсолютно не беручи їжі від їх рук. Ми прибули до Австрії, а звідти поїздом через Італію доїхали до Барі, потім на нашому літаку повернулися до Тирани живі-здорові і пішли прямо на прийом, влаштований з нагоди свят 28-29 листопада».
19 грудня на XXI пленумі ЦК АПП Ходжа виступив з доповіддю «Про Нараду представників комуністичних і робітничих партій, що відбулась у Москві в листопаді 1960 р.», відзначивши взаємну підтримку один одного Албанії і Китаю на конференціях у Бухаресті та Москві і додавши: «Наша партія і надалі буде зміцнювати зв'язки і дружбу з Комуністичною партією Китаю і великим китайським народом, завжди дотримуючись вчення марксизму-ленінізму і правильної лінії, що неухильно проводиться Центральним Комітетом нашої партії.»

## Кульмінація (1961 рік)

### Січень-лютий 1961 року
На початку січня 1961 року радянське керівництво в односторонньому порядку зажадало від албанських колег перегляду попередньо схвалених економічних угод на період 1959—1965 років. Для цього пропонувалось Енверу Ходжі приїхати до Москви для зустрічі з Микитою Хрущовим — «економічні питання, які, як відомо, безпосередньо пов'язані з нормалізацією відносин, можуть бути обговорені при умовах, що склалися, тільки на вищому партійному і урядовому рівні». Албанська ж сторона вважала, що для підписання угоди про особливий кредит для придбання сільськогосподарських машин і хімічних добрив, а також угоди про товарообмін по клірингу на період 1961—1965 років, достатньо рівня заступника прем'єр-міністра. ЦК АПП у своєму листі до ЦК КПРС від 14 січня прокоментувала вимоги радянського керівництва: «Змішуючи державні відносини з міжпартійними відносинами, радянський уряд … прагне нав'язати Албанської партії Праці свою волю і змусити її направити головного представника партії для переговорів з цих питань. На наш погляд питання, підняті радянським урядом, … можна вважати економічним тиском, що чиниться на нашу державу і на Албанську партію Праці напередодні її IV з'їзду, щоб створити їй економічні та інші труднощі.»
20 січня уряд СРСР ухвалив рішення відкликати впродовж 7-10 днів усіх радянських фахівців, що працювали в нафтовій промисловості Албанії, у зв'язку із закінченням дії угоди від 22 листопада 1957 року.
13—20 лютого 1961 року в Тирані албанські комуністи провели свій IV партійний з'їзд. Форум виявився останнім з'їздом, у якому взяли участь делегації компартій Радянського Союзу та інших соціалістичних країн Східної Європи. Радянську делегацію очолював П. М. Поспєлов, кандидат у члени Президії ЦК КПРС. Делегати від КПРС, на відміну від китайських, були зустрінуті албанськими колегами достатньо прохолодно. Основні директиви по Третьому п'ятирічному плану (1961—1965), що прийняв з'їзд, продемонстрували відмову албанського уряду прислухатися до порад радянського керівництва. Замість вкладання інвестицій у розвиток сільського господарства, на чому наполягав Хрущов, за порадою китайських колег Албанія запланувала масштабний підйом промисловості. Уже в останній день роботи з'їзду, 20 лютого 1961 року, Радянський Союз попередив, що безперервний албанський критицизм може призвести до тяжких наслідків для країни. Кілька днів по тому Хрущов пригрозив припинити економічну допомогу, якщо Албанія не змінить своєї позиції. Раніше для виконання планів третьої п'ятирічки СРСР пообіцяв Албанії надати 132 млн доларів кредиту. Хрущова підтримав Антонін Новотни, президент Чехословаччини — найбільшої після Радянського Союзу країни-донора Албанії.

### Події навколо бази у Вльорі
У березні 1961 року Албанія не отримала запрошення взяти участь у нараді Політичного консультативного комітету країн-учасниць Варшавського договору (28—29 березня 1961). На нараді було ухвалено рішення про передачу військово-морської бази у Вльорі в безпосереднє підпорядкування головнокомандувачу Об'єднаними збройними силами Варшавського договору маршалу А. А. Гречко. Албанська сторона оцінила це рішення як порушення албано-радянських угод, підписаних у вересні 1957 та травні 1959 року. 5 квітня 1961 року в листі, адресованому урядам країн-членів Варшавського пакту, албанське керівництво рішуче висловило свою беззаперечну точку зору — територія бази у Вльорі належить Албанії, а все військово-морське майно на базі повинно бути передано албанцям. Для вирішення суперечок до Тирани прибули заступник міністра закордонних справ СРСР Н. П. Фірюбін разом з першим заступником начальника генштабу ЗС СРСР генералом армії А. І. Антоновим і заступником начальника Головного штабу ВМФ СРСР адміралом Н. Д. Сергєєвим. Албанська сторона заявила, що не визнає рішення командування Варшавського договору відносно військово-морської бази. Радянська делегація, не досягнувши поставленої мети, залишила перемовини. Як згадував Енвер Ходжа, у кінці травня «до Тирани прибув командувач Чорноморським флотом, адмірал Касатонов, із завданням забрати не тільки 8 підводних човнів і плавучу базу, які обслуговували радянські екіпажі і які також були власністю албанської держави, а й раніше прийняті нами підводні човни. Ми рішуче заявили йому: або відповідно до угоди віддайте нам підводні човни, або за короткий термін … негайно йдіть із затоки тільки з підводними човнами, які обслуговуються вашими екіпажами.» Адмірал В. О. Касатонов наказав негайно почати підготовку до перебазування в Севастополь і Балтійське море. 4 червня 1961 року 8 підводних човнів і плавучий док «Котельніков» взяли курс до нових місць базування. У Вльорі залишилися 4 субмарини, екіпажі яких складали лише албанці.
У той же час припинилася підготовка всіх албанських офіцерів та курсантів у військових академіях та училищах Радянського Союзу.

### Радянські спеціалісти залишають Албанію
23 квітня 1961 року в Пекіні делегації КНР та НРА підписали три документи: протокол про постачання Китаєм комплектного обладнання та про надання технічної допомоги в спорудженні 25 промислових підприємств в Албанії; протокол про умови обміну фахівцями; протокол про використання китайського кредиту, домовленість про надання якого було досягнуто 2 лютого 1961 року. Албанська пропаганда стверджувала, що одноразова китайська допомога (112,5 млн інвалютних крб.) більше, ніж всі попередні радянські кредити.
25 квітня, у той же день, коли повідомлення про результати пекінської зустрічі з'явилось у печатному органі ЦК АПП «Зері і популліт», усі радянські спеціалісти отримали наказ негайно залишити Албанію.
26 квітня радянський уряд надіслав кабінету міністрів Албанії листа, підписаного першим заступником Голови Ради Міністрів СРСР О. М. Косигіним, в якому попередив, що «…албанські лідери не можуть далі розраховувати на те, що Радянський Союз буде надавати їм допомогу на колишній основі, допомогу, на яку мають право тільки справжні друзі і брати. Радянський Союз надалі вважає за необхідне будувати свої відносини з Албанією на новій основі, беручи до уваги недружню політику, яку її лідери проводять щодо Радянського Союзу та інших соціалістичних країн.» Усі економічні угоди з НРА уряд СРСР скасував. 
26—27 квітня 1961 року радянські фахівці остаточно припинили роботи на будівництві грандіозного Палацу культури в Тирані, який радянське керівництво дарувало албанським комуністам, і символічний перший камінь якого заклав під час свого візиту Микита Хрущов у 1959 році. Вантаж будівельних матеріалів для палацу, що вже прибув 13 квітня 1961 року в албанський порт Дуррес, відправили назад до СРСР під приводом, що матеріали завантажили помилково, і вони не призначалися для Албанії.

### Серпень-вересень 1961 року
Після Московської наради в листопаді 1960 року Енвер Ходжа більше не приїздив до Радянського Союзу, а партійні та урядові делегації Албанії на нарадах очолювали представники середньої ланки державного керівництва. Коли на Нараду перших секретарів Центральних Комітетів комуністичних і робочих партій країн-учасниць Варшавського договору (3—5 серпня 1961), на якій мало вирішуватися питання про спорудження Берлінської стіни, прибула албанська делегація на чолі з членом Політбюро ЦК АПП Рамізом Алією, Хрущов зауважив: «А потім Ходжа надішле свої штани і скаже: мої штани представляють мене» і не дозволив албанцям брати участь у засіданнях.
Згідно з угодою, підписаною урядами двох країн ще 5 липня 1952 року, Радянський Союз сплачував 60 % вартості навчання та утримання албанських студентів, решту витрат компенсував албанський уряд. 16 березня 1960 року уряд СРСР заявив про намір переглянути цю угоду, але, почувши заперечення з албанського боку і не бажаючи загострювати відносини напередодні важливої Бухарестської наради, 6 червня 1960 року відкликав свою пропозицію. У 1961 році ситуація докорінно змінилася. 26 серпня, за п'ять днів до початку нового навчального року, радянський уряд поширив на албанців загальне для всіх європейських соціалістичних країн правило — іноземних студентів забезпечує стипендією власна держава. Албанським студентам та аспірантам визначили крайній термін — до жовтня, щоб вони залишили Радянський Союз.
У вересні 1961 року албанське керівництво вирішило не направляти делегацію на чергову сесію РЕВ з того приводу, що під впливом Радянського Союзу країни-члени РЕВ припинили співробітництво з Албанією у виробництві та науковій діяльності.

### XXII з'їзд КПРС

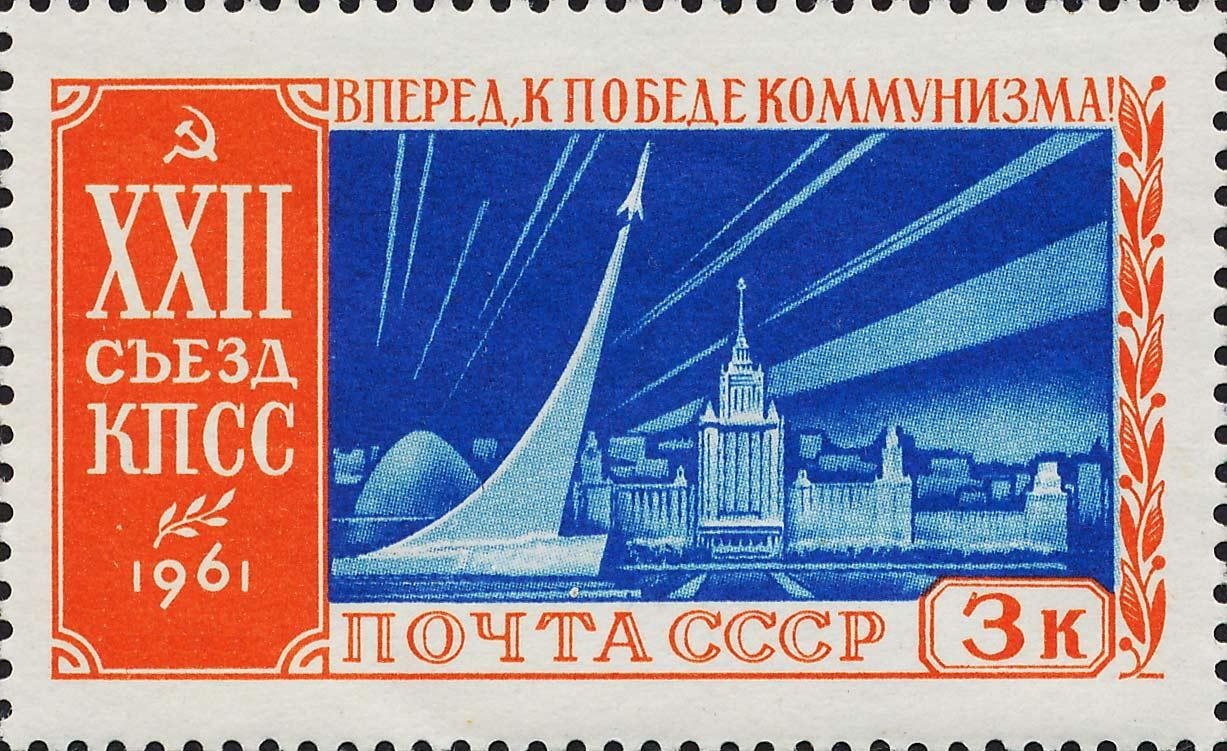
Поштова марка, присвячена XXII з'їзду КПРС

На XXII з'їзді КПРС, що проходив у Москві з 17 по 31 жовтня 1961 року, Микита Хрущов перед делегатами та представниками зарубіжних партій відкрито заявив про наявність та суть протиріч між керівництвом СРСР та НРА. У перший день роботи з'їзду на вечірньому засіданні у звітній доповіді в частині, присвяченій подоланню наслідків культу Сталіна, Хрущов розпочав критику Енвера Ходжі й очолюваної ним Албанської партії праці: «курс нашої партії на подолання шкідливих наслідків культу особи, як потім виявилося, не зустрів належного розуміння у керівників Албанської партії праці, більше того, вони повели боротьбу проти цього курсу». Далі Хрущов згадав про добрі відносини між двома країнами та їх керівними партіями до недавнього часу, про допомогу, що надавав СРСР братньому народу Албанії. Але «останнім часом албанські керівники всупереч своїм колишнім запевнянням і рішенням з'їзду своєї партії без жодного приводу круто змінили політичний курс, встали на шлях різкого погіршення відносин з нашою партією, з Радянським Союзом. Вони стали відходити від загальної узгодженої лінії всього світового комуністичного руху з найважливіших питань сучасності, що стало особливо чітко проявлятися з середини минулого року… Тепер албанські керівники не приховують того, що їм не подобається взятий нашою партією курс на рішуче подолання шкідливих наслідків культу особи Сталіна… Мабуть, албанські керівники були внутрішньо не згодні з висновками Нарад братніх партій у 1957 і 1960 роках, які, як відомо, схвалили рішення XX з'їзду і курс нашої партії на подолання шкідливих наслідків культу особи. Така позиція албанських керівників пояснюється тим, що вони самі, на наш жаль і до прикрості, повторюють ті методи, які мали місце в нашій країні в період культу особи». Хрущов зауважив, що КПРС не поступиться в цьому принциповому питанні в ніякому разі «ні албанським керівникам, ні кому б то не було». Для відновлення дружніх стосунків з КПРС албанські керівники «повинні відмовитися від своїх помилкових поглядів, повернутися на шлях єдності і тісного співробітництва в братській сім'ї соціалістичної співдружності, на шлях єдності з усім міжнародним комуністичним рухом».
Микита Хрущов у своєму першому на з'їзді виступі в достатньо м'якій формі означив тему критики албанського керівництва, очікуючи почути реакцію наступних ораторів, щоб далі, не соромлячись виразів, піддати нищівному розгрому антирадянську позицію Енвера Ходжі та його соратників. 19 жовтня першому серед гостей з'їзду надали слово для привітання члену китайської делегації  Чжоу Еньлаю, заступнику Голови ЦК КПК, і він першим після Хрущова згадав Албанію у своїй промові: «Наш соціалістичний табір, що складається з дванадцяти братніх країн, від Корейської Народно-Демократичної Республіки до Німецької Демократичної Республіки, від Демократичної Республіки В'єтнам до Народної Республіки Албанії, являє собою єдине ціле… Ми вважаємо, що якщо між братніми партіями і між братніми країнами виникли, на жаль, суперечки і розбіжності, то слід їх терпляче вирішувати, керуючись духом пролетарського інтернаціоналізму, принципами рівноправності і досягнення єдності поглядів шляхом консультацій. Відкрите одностороннє осудження на адресу будь-якої братської партії не сприяє згуртованості, не сприяє вирішенню питання.»
Наступним виступив Владислав Ґомулка, перший секретар ЦК Польської об'єднаної робітничої партії. Його ставлення до албанського керівництва вже не було таким мирним, як у попереднього оратора: «Цими рішеннями [XX з'їзду КПРС] не скористалось і не зробило з них необхідних висновків на шкоду своїй партії, своєму народу і міжнародному робочому руху тільки керівництво Албанської партії праці, що в кінцевому рахунку зіштовхує це керівництво в цей час на згубний шлях відступництва від основних принципів пролетарського інтернаціоналізму, від марксизму-ленінізму, від єдності всіх країн соціалістичного табору».
У своїй промові кожний наступний виступаючий від країни соцтабору, за винятком Кім Ір Сена та Хо Ши Міна, обов'язково відводив місце, щоб засудити погляди албанських партійних керівників і підтримати радянську позицію в цьому питанні. У виступах представників більшості делегацій комуністичних та робочих партій лунало від висловлення жалю відносно помилкової позиції керманичів АПП до рішучого засудження їх політики. Дії албанського керівництва називали «сектантськими, авантюристичними, розкольницькими, вузьконаціоналістичними, шкідливими на користь імперіалізму».
Поступово у виступах радянських делегатів вищої керівної ланки почали звучати більш жорсткі висловлювання.
Із промови О. М. Косигіна, першого заступника Голови Ради Міністрів СРСР, 21 жовтня
Із виступу П. М. Поспєлова, директора Інституту марксизму-ленінізму при ЦК КПРС, 26 жовтня
27 жовтня в заключному слові Микити Хрущова делегати та гості з'їзду почули неочікуваний розвиток теми радянсько-албанських стосунків. Хрущов продовжив агресивно атакувати своїх заочних опонентів (Албанська партія праці не надсилала своєї делегації на з'їзд). Висловлювання радянського лідера були настільки грубими, що найбільш відверті не потрапили до стенограми засідання. Хрущов прямо зазначив, що албанці не зможуть налагодити відносини з Радянським Союзом, поки в керівництві залишаються Енвер Ходжа і Мехмет Шеху.
… ми не пам'ятаємо випадку, коли хто-небудь з такою запаморочливою швидкістю перейшов від виливів і клятв у вічній дружбі до розгнузданого антирадянського наклепу, як це зробили албанські керівники. Мабуть, таким шляхом вони розраховують підготувати ґрунт для того, щоб заслужити собі право на подачки імперіалістів.

… албанські керівники підняли на щит культ особи Сталіна, розгорнули запеклу боротьбу проти рішень XX з'їзду КПРС, прагнучи звернути соціалістичні країни з цього правильного курсу. Це, зрозуміло, не випадково. Усе те хибне, що було в нас у період культу особи, усе це в гіршому вигляді проявляється в Албанській партії праці. Тепер уже ні для кого не секрет, що албанські керівники тримаються при владі, вдаючись до насильства і свавілля.

… покінчити з культом особи для Шеху, Ходжі й інших означало б по суті відмовитися від командних посад у партії та державі. … Але ми впевнені в тому, що настане такий час, коли албанські комуністи, албанський народ скажуть своє слово і тоді албанським керівникам доведеться відповідати за той збиток, який вони завдали своїй країні, своєму народові, справі будівництва соціалізму в Албанії.
Выступления делегатов и представителей братских партий убедительно подтверждают, что Центральный Комитет нашей партии поступил совершенно правильно, когда принципиально и открыто доложил съезду о ненормальном состоянии советско-албанских отношений.

… мы не помним случая, когда кто-либо с такой головокружительной быстротой перешел от излияний и клятв в вечной дружбе к разнузданной антисоветской клевете, как это сделали албанские руководители. Видимо, таким путем они рассчитывают подготовить почву для того, чтобы заслужить себе право на подачки империалистов.

… албанские руководители подняли на щит культ личности Сталина, развернули ожесточенную борьбу против решений XX съезда КПСС, стремясь свернуть социалистические страны с этого правильного курса. Это, разумеется, не случайно. Все то порочное, что было у нас в период культа личности, все это в худшем виде проявляется в Албанской партии труда. Теперь уже ни для кого не секрет, что албанские руководители держатся у власти, прибегая к насилию и произволу.

… покончить с культом личности для Шеху, Ходжа и других значило бы по существу отказаться от командных постов в партии и государстве. … Но мы уверены в том, что наступит такое время, когда албанские коммунисты, албанский народ скажут свое слово и тогда албанским руководителям придется держать ответ за тот 
Із заключного слова М. С. Хрущова на XXII з'їзді КПРС
Усі спроби Хрущова в попередні роки тиском привернути на свою сторону самостійне албанське керівництво зазнали невдачу. Останнім засобом підкорити норовливого сателіта залишалося погрожування виключити його з комуністичного блоку, що зробив у 1948 році Сталін з Югославією.
Ще під час роботи XXII з'їзду КПРС, 20 жовтня, Центральний комітет АПП виступив із заявою, в якій звинувачення, висунуті Хрущовим проти албанського партійного керівництва, розцінювались як наклеп, що служить «ворогам комунізму» . Відповідь ЦК була поширена через пресу серед албанського населення. По всій Албанії розпочалася кампанія підтримки політики партійного керівництва: «найрізноманітніші верстви населення … у тисячах і тисячах телеграмах і листах, що надходили в ті дні на адресу нашого Центрального Комітету з усіх кінців Албанії, висловлюючи своє глибоке і законне обурення проти зрадницьких діянь М. Хрущова, всіма силами підтримували лінію партії, клялися захищати і послідовно проводити цю правильну лінію, незважаючи на те, з якими випробуваннями і нестатками це буде пов'язане».
7 листопада 1961 року Енвер Ходжа на урочистому засіданні в Тирані з нагоди 20-річчя Албанської партії праці та 44-ї річниці Жовтневої революції більше половини своєї доповіді присвятив Хрущову, засуджуючи його за створення культу власної персони, за примирення з югославським ревізіонізмом і за антимарксистські погляди.

### Розрив дипломатичних відносин
Ще 27 вересня 1961 року посол СРСР в Албанії Шикін Й.В. виїхав до Радянського Союзу і більше не повертався до Тирани. 25 листопада 1961 року заступник міністра закордонних справ СРСР Н. П. Фірюбін запросив тимчасового повіреного у справах НРА в СРСР Г. Мазі та зробив дві усні заяви: першу — про відкликання з Тирани радянського посла, у другій — висловлювалася вимога до албанського посла залишити Радянський Союз.
3 грудня Фірюбін передав Мазі нову усну заяву про прийняте радянським урядом рішення відкликати весь склад посольства і торгового представництва СРСР в Албанії, при цьому весь персонал посольства і торгового радника НРА в Москві мав покинути територію СРСР. Це фактично означало розрив дипломатичних відносин між країнами. 4 грудня в ноті посольству СРСР у Тирані МЗС НРА висловив здивування у зв'язку з відкликанням радянського посла та рішучий протест і обурення з приводу видворення албанського дипломата. 9 грудня МЗС Албанії нотою, адресованою посольству СРСР, відреагував на рішення Москви від 3 грудня: «Одностороннє рішення групи М. Хрущова … не тільки висловлює його бажання розірвати всі відносини між Радянським Союзом і Народною Республікою Албанія, але також грубо порушує принципи, на яких базуються відносини між соціалістичними державами… Цей новий ворожий акт М. С. Хрущова не допоможе йому досягти його диявольської мети, але буде мати абсолютно протилежний ефект».
10 грудня в албанській центральній газеті «Зері і популліт» вийшла передова стаття «Безпрецедентний акт у відносинах між соціалістичними країнами». Автор статті перший секретар ЦК АПП Енвер Ходжа істинну причину розриву дипломатичних відносин пропонував «шукати в ревізіоністських поглядах М. Хрущова і в його антимарксистських потугах … нав'язати їх іншим партіям… АПП відкрито висловила свою думку і піддала принциповій і сміливій критиці опортуністичні погляди і антимарксистські дії М. Хрущова, він, бажаючи помститися за все це і прагнучи змусити нашу партію замовкнути, підпорядкувати її собі і тим самим дати урок усім тим, хто наважився б заперечувати йому, поширив ідеологічні розбіжності на область державних відносин і став поводитись із НРА, як з ворожою країною».

## Наслідки
Незважаючи на розбіжності в ідеологічних поглядах і проблеми у взаємовідносинах, альянс з Радянським Союзом для Албанії мав позитивне значення. Завдяки щедрій радянській допомозі була побудована індустріальна база економіки Албанії. Радянський Союз став для Албанії гарантом її національного суверенітету. Без такого могутнього партнера, яким був СРСР, Албанії могли загрожувати втрата території, роздроблення або повна анексія.
Після проголошення Народною Республікою Албанія вела зовнішню торгівлю переважно з Радянським Союзом та іншими європейськими країнами соцтабору. 45 % всього албанського експорту припадали на СРСР. Приблизно 55 % обладнання та товарів, необхідних для розвитку економіки, Албанія отримувала від Радянського Союзу. Відкликання радянських спеціалістів мало тяжкі наслідки в більшості галузей економіки Албанії, і насамперед у розвідці нафтових родовищ, гірничодобувній промисловості та будівництві. Тільки в промисловому секторі залишилися недобудованими 40 важливих об'єктів, запланованих на другу п'ятирічку (1956—1960). Виконання третього п'ятирічного плану (1961—1965) опинилося під загрозою зриву. ЦК АПП і уряду Албанії довелося переглядати задачі на третю п'ятирічку — припинялась або зовсім скасовувалася реалізація деяких проектів, впроваджувалось імпортозаміщення.
Втрата Албанії як союзника негативно вплинула на військово-політичні позиції СРСР на Балканах, де не існувало єдиного блока соціалістичних держав у протистоянні з країнами НАТО. Починаючи з 1961 року, Албанія де-факто була виключена з Варшавського договору — її просто вже більше не запрошували на засідання. Після вторгнення радянських військ до Чехословаччини, 13 вересня 1968 року на позачерговій сесії Народних зборів, щоб офіційно звільнитися від будь-яких зобов'язань, що випливають зі членства у Варшавському пакті, албанський уряд вирішив денонсувати цей Договір.
З 1962 року припинилась участь Албанії в Раді Економічної Взаємодопомоги (РЕВ). НРА повністю розірвала торговельні стосунки з СРСР, хоча значна частина її експорту все ще надходила до східноєвропейських соціалістичних країн.
З моменту радянсько-албанського розколу найближчим і єдиним союзником Албанії до початку 1970-х років стала Китайська Народна Республіка. Китай був головним торговельним партнером Албанії — на долю КНР припадала половина албанського експорту і 3/5 імпорту. Але після того, як Китай почав виходити з міжнародної ізоляції, і в 1972 році до Пекіна з офіційним візитом прибув президент США Річард Ніксон, відносини між Албанією і Китаєм почали поступово погіршуватись. Енвер Ходжа дії китайського керівництва розцінив як відмову від пролетарського інтернаціоналізму і союз з американським імперіалізмом. Припинення Китаєм у 1978 році торговельних відносин з Албанією ознаменувало кінець союзу між двома країнами. За 17 років співпраці КНР надала Албанії допомоги в розмірі 1,4 млрд доларів.
Відновлення дипломатичних відносини між Албанією та СРСР відбулося лише 30 липня 1990 року, коли Східного блоку вже не існувало. А менш ніж через півтора року не стало й СРСР, і Албанії довелося налагоджувати дипломатичні стосунки з незалежними державами, що утворилися на місці 15 соціалістичних республік колишнього Радянського Союзу.
Українсько-албанські відносини на сучасному етапі розпочалися з визнання Албанією 4 січня 1992 року незалежності України. 13 січня 1993 року між двома країнами встановлені дипломатичні відносини.